# Hendrik Fayat

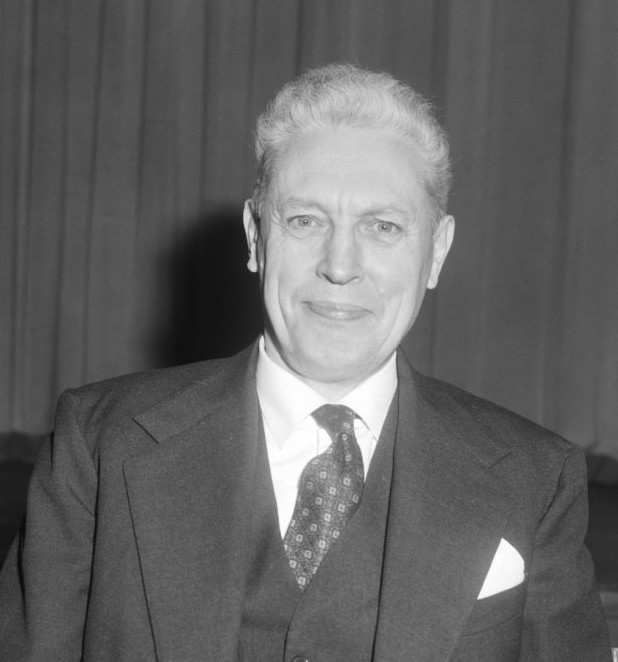
Hendrik Fayat (1965)

Hendrik Fayat (* 28. Juni 1908 in Sint-Jans-Molenbeek; † 21. September 1997) war ein belgischer sozialistischer Politiker und 1964 Präsident des Rates der Europäischen Gemeinschaften.
Fayat absolvierte ein Studium der Rechtswissenschaften an der Vrije Universiteit Brussel und promovierte dort zum Doctor Iuris.
Von 1946 bis 1972 war er Mitglied der Abgeordnetenkammer und vertrat dort die Sozialistische Partei (PSB) des Arrondissements Brüssel.
Zwischen 1957 und 1958 war er als Nachfolger von Victor Larock Außenhandelsminister im Kabinett von Achille Van Acker. 1961 bis 1965 war er Beigeordneter Minister für Auswärtige Angelegenheiten im Kabinett von Théo Lefèvre und damit Vertreter des damaligen Außenministers Paul-Henri Spaak. In dieser Position war Fayat im ersten Halbjahr 1964 Präsident des Rats der Europäischen Gemeinschaften. Anschließend war er 1965 bis 1966 als Beigeordneter Minister für Auswärtiges auch Staatssekretär für Europäische Angelegenheiten im Kabinett von Pierre Harmel.
1968 verlor er als Vertreter der Flamen seinen aussichtsreichen Listenplatz. Die flämischsprachigen Sozialisten reagierten daraufhin mit der Aufstellung der eigenen Liste Rode Leeuwen. Für diese wurde Fayat wiederum in die Abgeordnetenkammer gewählt und ein Jahr darauf erkannte die Führung der PSB die „Roten Löwen“ als Zusammenschluss der BSP für Brüssel-Halle-Vilvoorde an. Zwischen 1968 und 1972 war er zunächst wiederum Außenhandelsminister und anschließend nach dem Ausscheiden aus der Abgeordnetenkammer bis 1973 Staatssekretär für Außenhandel und Hafenangelegenheiten im Kabinett von Gaston Eyskens.